# 圣若昂-达马塔
圣若昂-达马塔是巴西米纳斯吉拉斯州的一个市镇。总面积120.5平方公里，总人口2858人，人口密度23.7人/平方公里。